# Bizanos
Bizanos är en kommun i departementet Pyrénées-Atlantiques i regionen Nouvelle-Aquitaine i sydvästra Frankrike. Kommunen ligger i kantonen Pau-Sud som tillhör arrondissementet Pau. År 2022 hade Bizanos 4 570 invånare.

## Befolkningsutveckling
Antalet invånare i kommunen Bizanos
| Referens: INSEE |